# Twinkle (revista)
Twinkle, the picture paper especially for little girls fue una popular revista de cómic británica, publicada por D. C. Thomson & Co. Ltd desde el 27 de enero de 1968 a 1999 (1612 números). Estaba dirigida a chicas jóvenes y tenía una periodicidad semanal, aunque cada año se producía también un Especial verano y un Almanaque en tapa dura (el primer almanaque data de 1970). 

## Trayectoria
"Twinkle" fue modernizada a finales de los años 1970 y otra vez a finales de 1980s, pero el carácter de la revista permaneció básicamente inalterado a lo largo de los años.
El 19 de marzo de 2012 la Royal Mail lanzó una colección especial de sellos para celebrar la rica historia del cómic británico. La colección incluía "The Beano", "The Dandy", "Eagle", "The Topper", "Roy of the Rovers", "Bunty", "Buster", "Valiant", "Twinkle" y "2000 AD".

## Contenido
La propia Twinkle presentaba los cómics, entre los que destacaban los siguientes:
| Años | Título                         | Autoría       | Argumento |
| ---- | ------------------------------ | ------------- | --- |
|      | Nurse Nancy                    |               | Nancy y su abuelito tienen un hospital de juguete |
|      | Jean Genie                     |               | Cada vez que Gemma da una palmada en el bolsillo trasero de sus vaqueros un genio aparece para concederle un deseo. Su título procede probablemente de la canción homónima de David Bowie |
|      | Goody Gumdrops                 |               | Goody vive en Sweetie Town, donde todos llevan nombres de dulces |
|      | Jenny Wren                     |               | Jenny es una joven a la que le gusta emperifollarse |
|      | Witch Winkle                   |               | Wendy Wilson tiene una amiga muy peculiar- una bruja llamada Winkle |
|      | Curly                          | Trini Tinturé | Aventuras de una niña y su corderito Curly |
|      | Polly's Magic Paintbox         |               | Todo lo que Polly pinta cobra vida gracias a sus pinturas mágicas |
|      | Goldilocks and her Three Bears |               | |
|      | My Baby Brother                |               | Aventuras de una joven y su hermano recién nacido |
|      | The Three Pennys               |               | Aventuras de tres chicas, todas llamadas Penny |
|      | Caroline and her Magic Car     |               | Caroline es dueña de un coche mágico que le lleva donde quiere |
|      | Patsy Panda                    |               | |
|      | Silly Milly                    |               | Milly intenta hacer las cosas bien pero siempre provoca el caos |
|      | Patty Pickle                   |               | Similar a Silly Milly |
|      | Sally Sweet                    |               | |
|      | Molly and her Dollies          |               | |
|      | Dandy Lion                     |               | |
|      | Jilly of Jingle Bell School    |               | |

Aparte de cómics, la revista incluía muñequitas recortable, una página de cartas del Club Twinkle y pasatiempos.